# 斯托克山
斯托克山（英語：Mount Stalker）是南極洲的山峰，位於麥克羅伯特森地，屬於查爾斯王子山脈中阿索斯山脈的一部分，由澳大利亞探險隊繪入地圖，現時由南極條約體系管理。